# Canton de Neuilly-sur-Marne
Le canton de Neuilly-sur-Marne est une ancienne division administrative française située dans le département de la Seine-Saint-Denis et la région Île-de-France.

## Histoire
Le canton a été créé lors du redécoupage cantonal de 1976, par démembrement canton de Neuilly-Plaisance, et ne comprenait que la commune de Neuilly-sur-Marne.
Un nouveau découpage territorial de la Seine-Saint-Denis entré en vigueur à l'occasion des premières élections départementales suivant le décret du 21 février 2014. Les conseillers départementaux sont, à compter de ces élections, élus au scrutin majoritaire binominal mixte. Les électeurs de chaque canton élisent au Conseil départemental, nouvelle appellation du Conseil général, deux membres de sexe différent, qui se présentent en binôme de candidats. Les conseillers départementaux sont élus pour 6 ans au scrutin binominal majoritaire à deux tours, l'accès au second tour nécessitant 12,5 % des inscrits au 1er tour. En outre, la totalité des conseillers départementaux est renouvelée. Ce nouveau mode de scrutin nécessite un redécoupage des cantons dont le nombre est divisé par deux avec arrondi à l'unité impaire supérieure si ce nombre n'est pas entier impair, assorti de conditions de seuils minimaux. En Seine-Saint-Denis, le nombre de cantons passe ainsi de 40 à 21.
Dans ce cadre, la commune de Neuilly-sur-Marne, qui était la seule du canton, a intégré le canton de Gagny.

## Administration
| Période | Période | Identité                                | Étiquette | Qualité                                                                                               |
| ------- | ------- | --------------------------------------- | --------- | --- |
| 1976    | 1982    | Jacques Mahéas                          | PS        | Principal de collège Député (1981-1993), sénateur (1995-2011), maire de Neuilly-sur-Marne (1977-2020) |
| 1982    | 2008    | Anne-Marie Mahéas (épouse du précédent) | PS        | Ancienne institutrice Conseillère municipale de Neuilly-sur-Marne Suppléante du député Michel Pajon   |
| 2008    | 2015    | Michèle Bailly                          | PS        | Fonctionnaire territoriale Conseillère municipale de Neuilly-sur-Marne (2001-2014)                    |

## Composition
| Communes          | Population (2012) | Code postal | Code Insee |
| ----------------- | ----------------- | ----------- | ---------- |
| Neuilly-sur-Marne | 34 005            | 93330       | 93050      |

## Démographie
| 1962   | 1968   | 1975   | 1982   | 1990   | 1999   | 2006   | 2011   | - | - |
| ------ | ------ | ------ | ------ | ------ | ------ | ------ | ------ | - | - |
| 15 082 | 22 543 | 30 168 | 31 195 | 31 461 | 33 352 | 32 754 | 34 005 | - | - |